# Lijst van voetbalinterlands Algerije - Tanzania (vrouwen)
Deze lijst van voetbalinterlands is een overzicht van alle officiële voetbalinterlands tussen de nationale vrouwenteams van Algerije en Tanzania. De landen hebben tot nu toe drie keer tegen elkaar gespeeld.

## Wedstrijden
| № | Plaats  | Datum            | Competitie        | Wedstrijd           | Uitslag |
| - | ------- | ---------------- | ----------------- | ------------------- | ------- |
| 1 | Le Kram | 16 februari 2020 | Vriendschappelijk | Algerije − Tanzania | 2 − 3   |
| 2 | Algiers | 9 april 2023     | Vriendschappelijk | Algerije − Tanzania | 4 − 0   |
| 3 | Algiers | 11 april 2023    | Vriendschappelijk | Algerije − Tanzania | 3 − 0   |

## Samenvatting
| Competitie        | Totaal gespeeld | Winst Algerije | Gelijk | Winst Tanzania | Doelsaldo Algerije – Tanzania |
| ----------------- | --------------- | -------------- | ------ | -------------- | ----------------------------- |
| Vriendschappelijk | 3               | 2              | 0      | 1              | 9 − 3                         |
| Totaal            | 3               | 2              | 0      | 1              | 9 − 3                         |